# West Des Moines
West Des Moines, est la principale ville de l'agglomération de Des Moines autrefois appelée Fort-des-Moines, qui est la capitale de l'État de l'Iowa, aux États-Unis, au confluent des rivières Raccoon et Des Moines. Selon les estimations de 2008, la ville de West Des Moines a une population de 53 889 habitants, 522 454 dans l'agglomération.
La région était peuplée par les tribus amérindiennes des Nations Sauks et Mesquakies. Dès le XVIIIe siècle les explorateurs, trappeurs et coureurs des bois canadiens-français arpentèrent cette région de la Nouvelle-France de la région septentrionale de la Louisiane française et fondèrent la ville voisine de Des Moines. 
Le 9 octobre 1893, West Des Moines fut incorporé comme ville de Valley Junction.

## Patrimoine
- Église Saint-François-d'Assise (catholique)